# Velvet Revolver
A Velvet Revolver egy Grammy-díj-nyertes hard rock supergroup. Három volt Guns N’ Roses-tag, Slash, Duff McKagan, Matt Sorum, a Stone Temple Pilots volt énekese, Scott Weiland és a Wasted Youth gitárosa, Dave Kushner alkotja az együttest.

## Az együttes története

### A megalakulás
A Velvet Revolver akkor alakult, amikor a három volt Guns N’ Roses-tag (Slash, McKagan és Sorum) egy jótékonysági koncerten Randy Castillót kísérték 2002-ben. Elhatározták, hogy alakítanak egy együttest, ami visszahozza a lelket a mainstream rockba. Izzy Stradlint is meghívták ritmusgitárosnak, de ő és az együttes egyaránt elutasították ezt, Stradlin az énekesektől való idegenkedése miatt. Az együttes Dave Kushnert hívta, aki előtte a Wasted Youthban, a Suicidal Tendenciesben, az Infectious Groovesban, és Dave Navarróval játszott.

### Albumok
Megjelent két albumuk is, az első 2004-ben Contraband címmel, melyről az egyik dal a Hulk
című film egyik betétdala is lett. A második albumuk címe Libertad, ez 2007-ben jelent meg. Az együttes koncertjein saját dalaikon kívül Guns N’ Roses-dalokat is előad.

### Jelen
A zenekar Scott Weiland-tól való megválás óta többször nekifutott énekes keresésnek - ám nem találva meg az igazit, továbbra is pihenőn van. A tagok természetesen saját egyéb projektjeikben aktívak. Slash és Duff 2016-ban visszatértek korábbi együttesükbe, a Guns N' Roses- ba.

## Diszkográfia
- Contraband (2004)
- Libertad (2007)

## Tagok
- Slash: szólógitár
- David Kushner: ritmusgitár
- Duff Mckagan: basszusgitár
- Matt Sorum: dobok

## Korábbi tagok
- Scott Weiland: ének (2003-2008)